# 고기수염

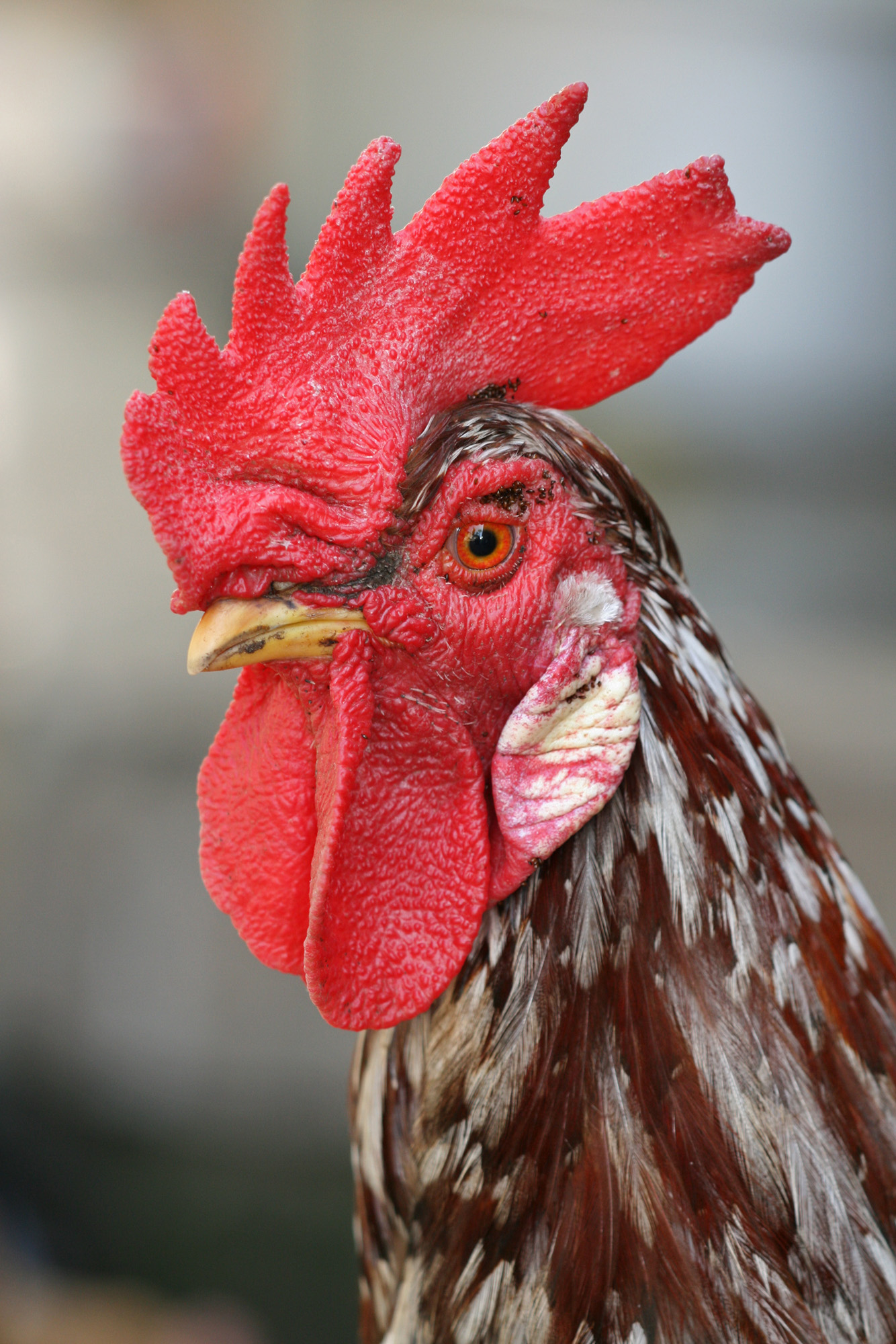
닭의 고기수염

고기수염(영어: Wattle), 또는 육수(한국 한자: 肉須)는 닭이나 화식조 따위의 조류나 염소와 같은 포유류의 머리나 목 등에 달려 있는 살이다.

## 조류

### 기능
조류의 경우 고기수염은 잠재적 동료를 위한 장식물 역할을 한다.

## 갤러리

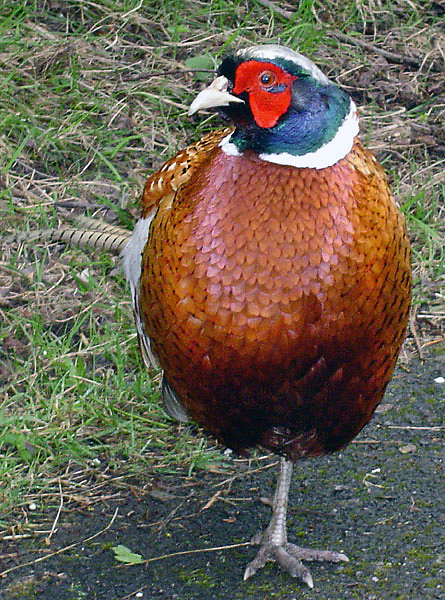
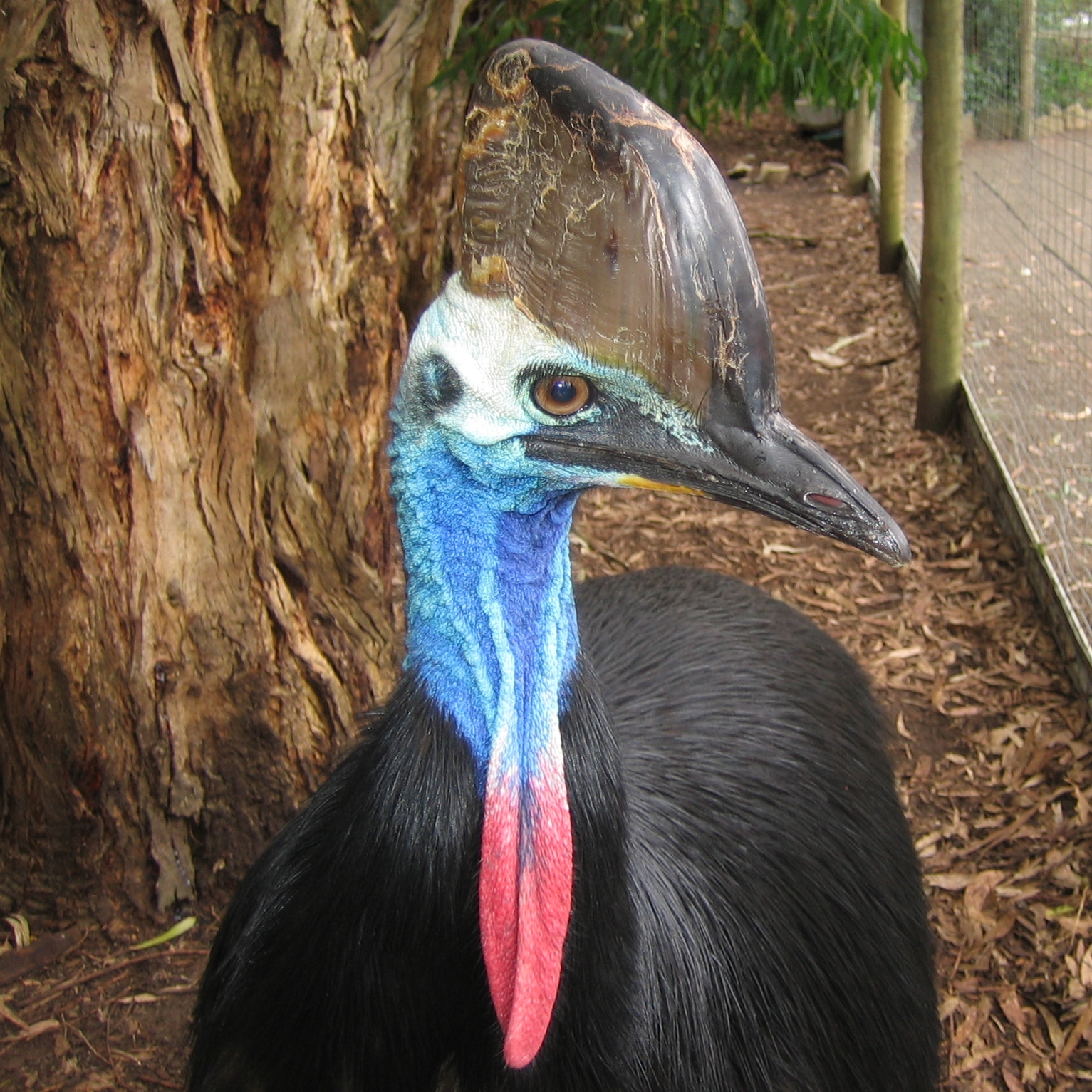
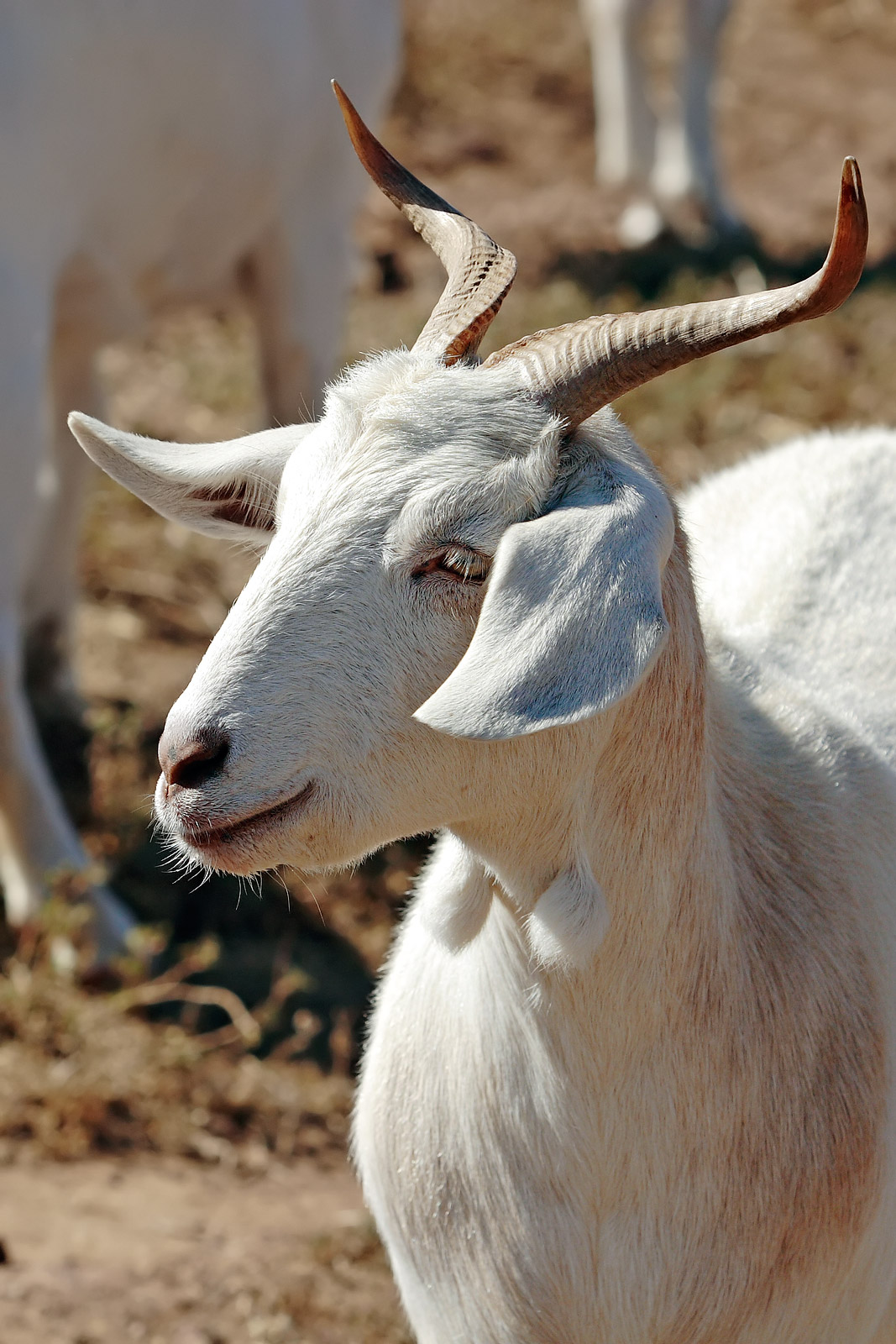
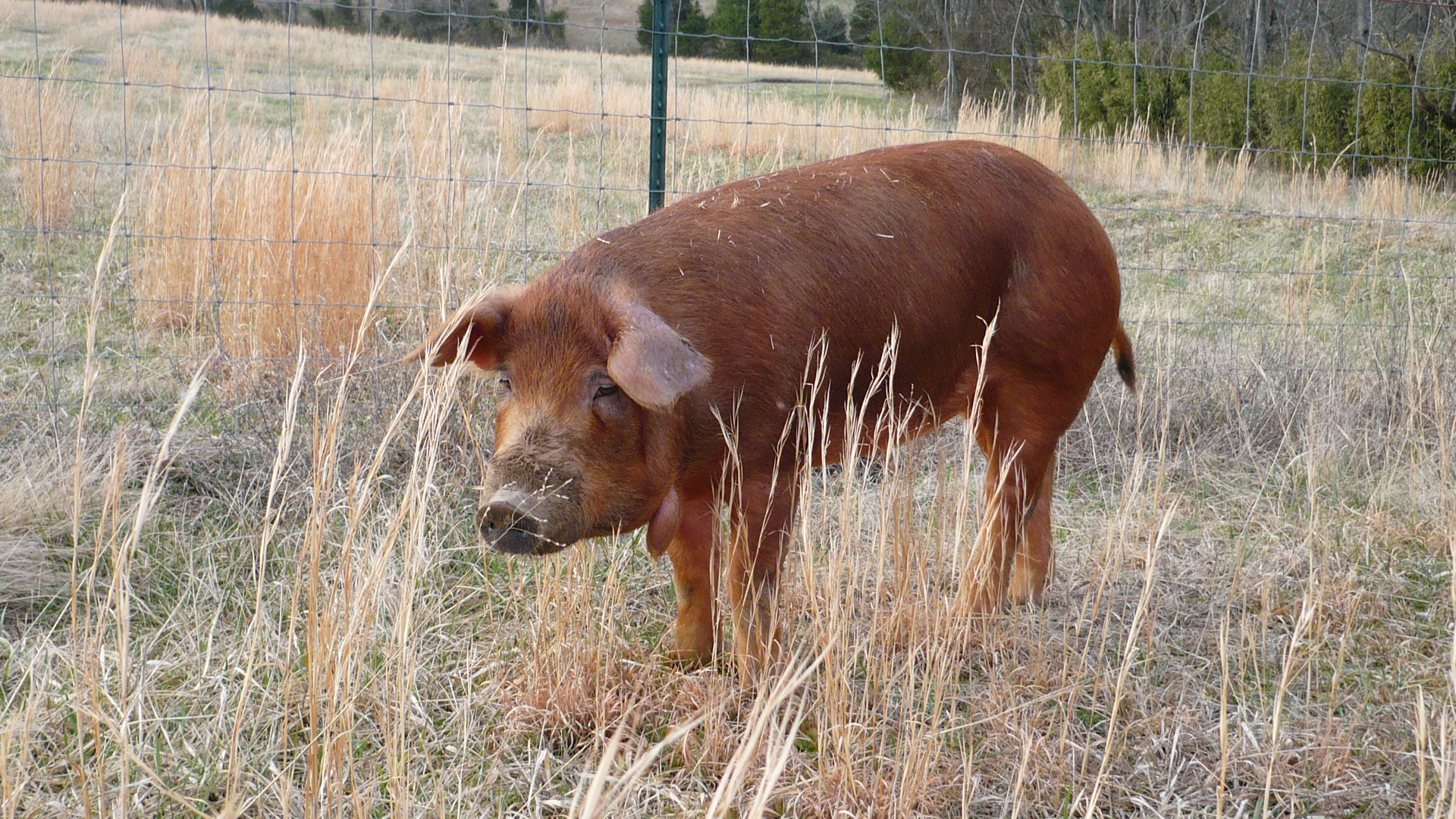

## 같이 보기
- 도가머리
- 볏